# 大山淳子
大山 淳子（おおやま じゅんこ、1961年4月7日 - ）は、日本の小説家・脚本家。東京都港区赤坂生まれ。東京都立武蔵高等学校、早稲田大学教育学部国語国文学科卒業。

## 経歴
2004年からシナリオの勉強をはじめる。2006年、『三日月夜話』で第32回城戸賞入選。2007年、『届けてレッドマン』でNHK名古屋放送局が主催する第22回創作ラジオドラマ脚本募集入選。同年、『モモと見た夢』でNHK中四国ラジオドラマ脚本コンクール佳作。2008年、『通夜女（つやめ）』で第12回函館港イルミナシオン映画祭シナリオ大賞グランプリ（函館市長賞）。
シナリオライターとしての道を歩み始めるが、なかなか映像化のチャンスに恵まれず、「それならば原作者になって、自分の世界観を描こう」と思い立ち小説家への転向を試み、2009年より小説を書きはじめる。2011年、『猫弁〜死体の身代金〜』で第3回TBS・講談社ドラマ原作大賞を受賞。2012年、同作を改題した『猫弁〜天才百瀬とやっかいな依頼人たち〜』で小説家デビュー。ドラマ化し、脚本を担当した。同年、『カゲロウの羽』で第30回向田邦子賞候補。2019年、『赤い靴』で第21回大藪春彦賞候補。猫弁シリーズは累計50万部、あずかりやさんシリーズは累計40万部を突破している。

## 小説

### 猫弁シリーズ
装画：カスヤナガト
- 猫弁〜天才百瀬とやっかいな依頼人たち〜（2012年2月 講談社 / 2012年3月 講談社文庫）
- 猫弁と透明人間（2012年6月 講談社 / 2013年2月 講談社文庫）
- 猫弁と指輪物語（2013年2月 講談社 / 2014年6月 講談社文庫）
- 猫弁と少女探偵（2013年8月 講談社 / 2015年2月 講談社文庫）
- 猫弁と魔女裁判（2014年6月 講談社 / 2015年9月 講談社文庫）
- 猫弁全集（2014年6月 講談社 / 第１シーズン全５巻の合本）
- 猫弁と星の王子（第２シーズン初巻　2020年９月 講談社 / 2021年7月 講談社文庫）
- 猫弁と鉄の女（2021年7月 講談社/ 2022年7月 講談社文庫）
- 猫弁と幽霊屋敷（2022年5月 講談社 / 2023年7月 講談社文庫）
- 猫弁と狼少女（2023年9月 講談社 / 2024年9月 講談社文庫）
- 猫弁と奇跡の子（2024年11月 講談社）

### あずかりやさんシリーズ
- あずかりやさん（2013年5月 ポプラ社 / 2015年6月 ポプラ文庫）
  - 短編「ひだりてさん」収録（文庫のみ）

- あずかりやさん〜桐島くんの青春〜（2016年9月 ポプラ社 / 2018年7月 ポプラ文庫）
- あずかりやさん〜彼女の青い鳥〜（2019年5月 ポプラ社 / ポプラ文庫　単行本と同時発売）
- あずかりやさん〜まぼろしチャーハン〜（2020年12月 ポプラ社/ 2022年6月 ポプラ文庫）
- あずかりやさん〜満天の星〜（2022年1月 ポプラ社 / 2024年1月 ポプラ文庫）

### シリーズ外作品
- 雪猫（2012年12月 講談社 / 2013年12月 講談社文庫）
- イーヨくんの結婚生活（2014年3月 講談社 / 2016年5月 講談社文庫）
- 猫は抱くもの（2015年4月 キノブックス / 2018年5月 キノブックス文庫 / 2024年2月 講談社文庫）
- 分解日記〜光二郎備忘ファイル〜（2015年6月 講談社）
  - 【改題】光二郎分解日記　相棒は浪人生（2017年6月 講談社文庫）
- 牛姫の嫁入り（2016年5月 KADOKAWA / 2019年7月 角川文庫）
- 原之内菊子の憂鬱なインタビュー（2017年1月 小学館 / 2018年7月 小学館文庫キャラブン!）
- 光二郎分解日記　西郷さんの犬（2017年7月 講談社）
- 赤い靴（2018年8月 ポプラ社）
- 通夜女（2019年10月 徳間書店/ 2022年9月 徳間文庫）
- 犬小屋アットホーム！（2022年11月 U-NEXT）

### アンソロジー
「」内が大山淳子の作品
- 猫とわたしの七日間（2013年11月 ポプラ文庫ピュアフル）「ひだりてさん」
- 明日町こんぺいとう商店街（2013年12月 ポプラ文庫）「あずかりやさん」
- リアルプリンセス（2017年1月 ポプラ社 / 2019年4月 ポプラ文庫）「夢のあと」

### 雑誌掲載作品
- 通夜女（集英社『小説すばる』2013年9月号）
- 福女　原之内菊子の憂鬱なインタビュー（小学館『きらら』2015年4月号〜2016年4月号）

## 脚本

### テレビドラマ
- カゲロウの羽（2012年3月16日放送、NHK、主演：あらいすみれ）
- 猫弁〜死体の身代金〜（2012年4月23日放送、TBS、主演：吉岡秀隆）
- 猫弁と透明人間（2013年4月22日放送、TBS、主演：吉岡秀隆）[8]
- 八重の桜 第32話（2013年8月11日放送、NHK、主演：綾瀬はるか） - 脚本協力
- Shrink-精神科医ヨワイ-（2024年8月31日放送、NHK、主演：中村倫也） - 脚本

### ラジオドラマ
- 雨やどり（2006年5月30日放送、ラジオ日本「シアター130」）
- 届けてレッドマン（2007年6月30日放送、NHK-FM「FMシアター」、主演：藤元英樹）
- モモと見た夢（2008年2月16日放送、NHK-FM「FMシアター」、主演：富田靖子）
- 猫弁（2012年5月15日放送、TBSラジオ関東ローカル、主演：田口浩正） - 原作
- あずかりやさん（2019年11月４-８日、NHK-FM「青春アドベンチャー」、主演：岡本玲）- 原作

## 映像化作品

### 映画
- 猫は抱くもの（2018年、監督：犬童一心、主演：沢尻エリカ）

### テレビドラマ
- リアルプリンセス　第１回「眠り姫」（2020年、主演：広末涼子）-原作　アンソロジー「リアルプリンセス」収録の「夢のあと」